# Berenguer d'Espasens
Berenguer d'Espasens (segle XV) fou un eclesiàstic català, de l'orde benedictí, que va exercir successivament com a abat de Sant Llorenç de Sous, Sant Pere de Besalú i Sant Pere de Rodes. El seu llinatge era originari del Pla de l'Estany i el 1405 va ser elegit com a abat de Sant Llorenç de Sous, càrrec que exercí fins al 1421, per bé que el 1417 havia estat elegit abat de Santa Maria d'Amer, però com que era un càrrec lligat al conflicte cismàtic i elegit pel papa Benet XIII l'altre papa va elegir a Pere Corona, abat de Santa Maria de Finestres (1413-1417). Finalment fou deposat per cismàtic i el càrrec va ser al final entregat com a comanda a Bernat de Pau, bisbe de Girona.
El 1421 fou elegit abat de Sant Pere de Besalú on es documenta en diverses actuacions burocràtiques. Així, va establir la meitat dels molins fariners i batans a la Universitat de Besalú i va comprar a Dalmau Caballero el dret a construir molins des del pont romànic fins on el riu Jumell s'uneix al Fluvià. També fou President de la Congregació Claustral Tarraconense de 1433 a 1436 i l'any següent el 1437, va ser proposat com a abat de Sant Pere de Roda, càrrec que va exercir fins que va morir el 1446. Com a abat va assistir a Corts de Tortosa el 1429, de Barcelona el 1431 i 1436, de Lleida el 1440, de Tortosa el 1442 (Tortosa) i encara el 1446 a Barcelona.